# باکی (استان اوپوله)
باکی (به لهستانی: Bąki) یک منطقهٔ مسکونی در لهستان است که در گمینا دوبروجنگ واقع شده‌است.